# Veronica platycarpa
Veronica platycarpa är en grobladsväxtart som beskrevs av Francis Whittier Pennell. Veronica platycarpa ingår i släktet veronikor, och familjen grobladsväxter. Inga underarter finns listade i Catalogue of Life.